# Quadratino
Quadratino è una serie a fumetti creata da Antonio Rubino.

## Storia
Quadratino è stato pubblicato dal giornale per ragazzi Il Corriere dei Piccoli dal 1910 al 1911. Una prima versione del personaggio è apparsa nel 1909, sul medesimo giornale, nella storia intitolata La tragica istoria del triangolo e del quadrato.
La serie raccontava le surreali birichinate di Quadratino, dalla testa a forma di quadrato, da cui il nome. Lo attorniano mamma Geometria, nonna Matematica, zia Algebra e la tutrice Trigonometria; in ogni episodio, l'omonimo protagonista della serie, in conseguenza delle sue monellerie, si ritrova la testa trasformata ora in un rettangolo, ora in un triangolo o in un'altra figura geometrica; alla fine della storia, la mamma, la nonna, la zia o la tutrice, riportano la testa di Quadratino alla sua forma normale.